# 2110 Moore-Sitterly
2110 Moore-Sitterly là một tiểu hành tinh được phát hiện tại ở Đài thiên văn Goethe Link gần Brooklyn, Indiana bởi Chương trình tiểu hành tinh Indiana. Nó được đặt tên cho nhà thiên văn học Charlotte Moore Sitterly.